# Klaipėdos Granitas
FK Klaipėdos Granitas (lit. Futbolo Klubas Klaipėdos Granitas) – litewski klub piłkarski, z siedzibą w Kłajpedzie, w zachodniej części kraju, działający w latach 2012–2016.

## Historia
Klub został założony na początku 2012 roku. W debiutowym sezonie 2012 klub zajął 4 miejsce w drugiej lidze i awansował do pierwszej ligi. W sezonie 2013 uplasował się na 1. miejscu i zdobył awans do najwyższej ligi Mistrzostw Litwy. W 2016 został rozwiązany.

## Sukcesy

### Trofea międzynarodowe
Nie uczestniczył w rozgrywkach europejskich.

### Trofea krajowe
| \| \| Zdobyte trofea w rozgrywkach Litwy (stan na: 24-03-2014) \| |                                                          |      |          |
| Rozgrywki                                                         | Osiągnięcie                                              | Razy | Sezon(y) |
| Mistrzostwo                                                       | I miejsce                                                | 0    |          |
| Mistrzostwo                                                       | II miejsce                                               | 0    |          |
| Mistrzostwo                                                       | III miejsce                                              | 0    |          |
| Mistrzostwo                                                       | 8 miejsce                                                | 1    | 2014     |
| Puchar                                                            | zdobywca                                                 | 0    |          |
| Puchar                                                            | finalista                                                | 0    |          |
| Puchar                                                            | półfinalista                                             | 1    | 2014     |
| II liga                                                           | I miejsce                                                | 1    | 2013     |
| II liga                                                           | II miejsce                                               | 0    |          |
| II liga                                                           | III miejsce                                              | 0    |          |
| Litwa                                                             | Zdobyte trofea w rozgrywkach Litwy (stan na: 24-03-2014) |      |          |

- mistrz I ligi: 2013

## Stadion
Klub rozgrywał swoje mecze domowe na stadionie Centralnym w mieście Kłajpeda, który mógł pomieścić 4 940 widzów.